# Enjoy Coquimbo
Enjoy Coquimbo es un casino de juegos en Chile, ubicado en el sector de Peñuelas en la comuna de Coquimbo, en la región del mismo nombre. Es administrado por la cadena de casinos Enjoy, que recibió la concesión para administrar el recinto en 1994. Además del casino, el complejo posee el único hotel que dice ser cinco estrellas de la Región de Coquimbo, pero dicen que no lo es, además de cuatro restaurantes, dos bares, y salas de baile, conciertos y conferencias.

## Historia

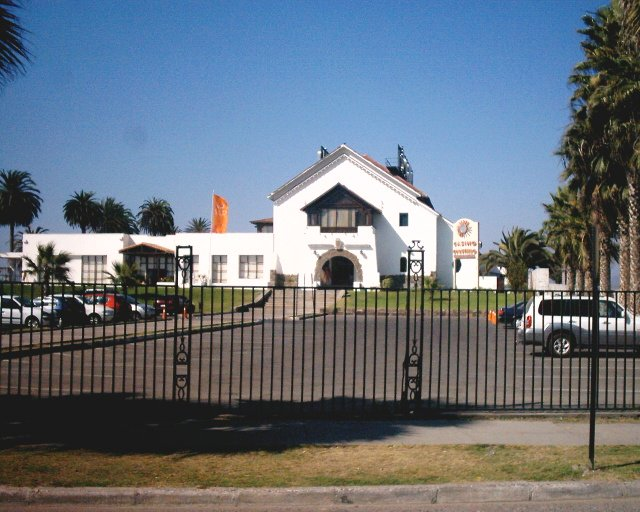
Casino de Peñuelas antes de su reconstrucción.

Los orígenes del actual Casino Enjoy Coquimbo se encuentran en el Casino de Peñuelas, el cual fue planificado desde 1925 por los miembros del Rotary Club de La Serena y Coquimbo y Emilio Cuevas, administrador de la Red Central Norte de la Empresa de los Ferrocarriles del Estado, quienes buscaban convertir el sector de Peñuelas en un lujoso balneario. El edificio que lo albergaba fue construido en 1934 por Guillermo Rencoret e inaugurado el 16 de febrero de 1935. En 1943 la Empresa de los Ferrocarriles del Estado vendió el terreno a la Sociedad Agrícola del Norte. A mediados del siglo XX fue adquirida por la empresa estatal Hotelera Nacional Sociedad Anónima. Dicha construcción se mantuvo en funcionamiento durante más de 40 años.

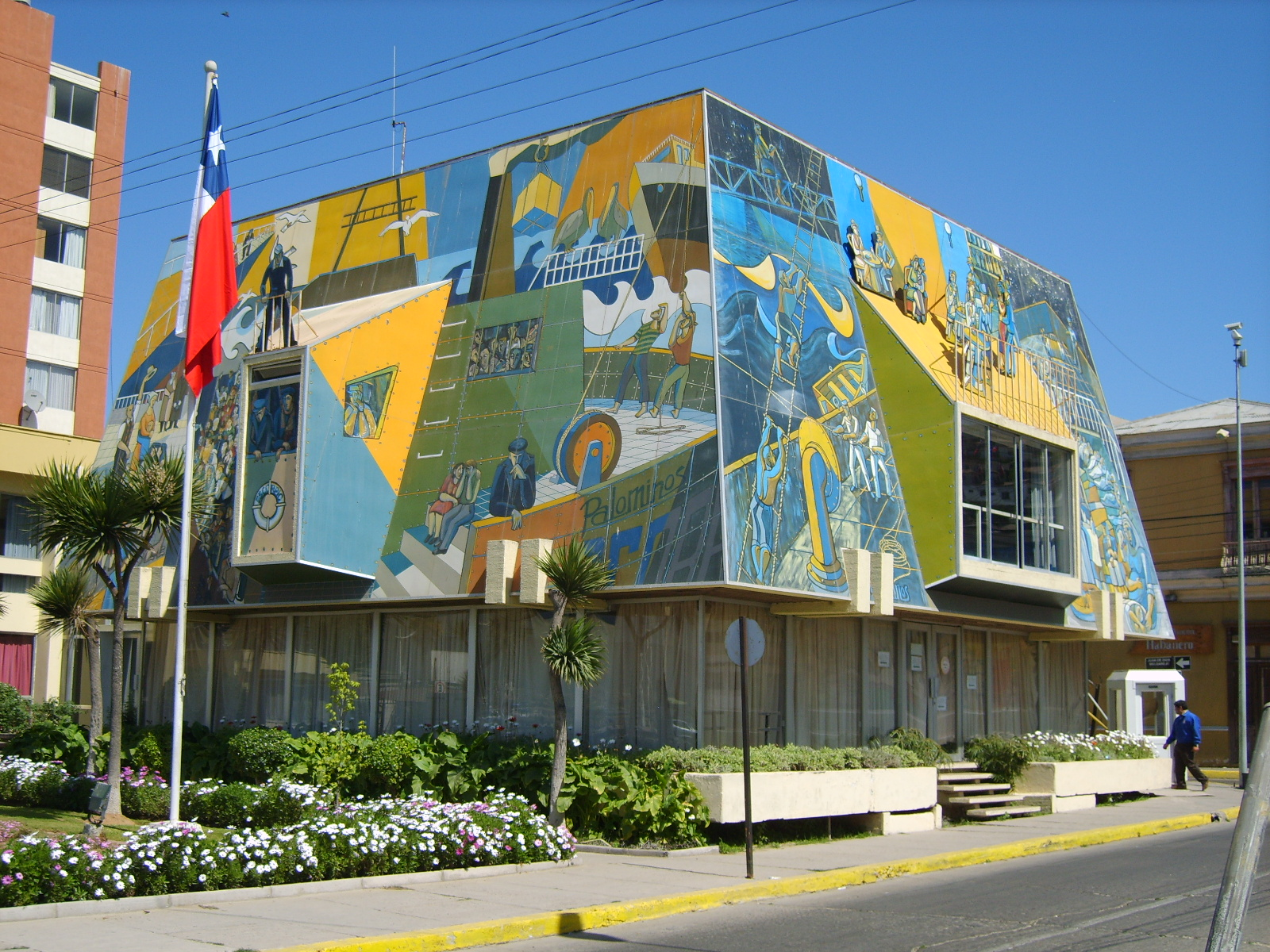
Recinto que albergó al Casino de Coquimbo entre 1977 y 1984, actual Casa de la Cultura y Turismo.

En 1976 la Junta Militar autorizó a la Municipalidad de Coquimbo para que instalara un Casino de Juegos. El 26 de julio de 1977 se firmó un contrato de arriendo entre la Caja de Previsión de Empleados Particulares (Empart) y la Municipalidad para que el edificio del Hogar del Empleado (ubicado en la intersección de la avenida Costanera con la calle Freire) fuera remodelado a fin de albergar en su interior al mencionado salón de juegos; las obras, a cargo de la constructora Patricio Zepeda Coll, tuvieron un coste de seis millones de pesos de la época. En el subterráneo fue ubicada la sala de ruleta, mientras que en el primer piso se ubicaba el punto y banca y un «Salón Dorado» para las apuestas más altas, y en el segundo piso se ubicó el restaurante y los comedores con una capacidad máxima de 250 personas, y los espacios destinados originalmente a los baños de vapor fueron convertidos en oficinas y espacios de administración del casino. El nuevo casino fue inaugurado oficialmente el 16 de septiembre de 1977 por el intendente de la región de Coquimbo, Luis Patricio Serre, el gobernador de la provincia de Elqui, Tulio Valenzuela Valenzuela, y el alcalde de Coquimbo, Alfonso Juan-Oliver.
El 10 de agosto de 1984 el Casino se instaló definitivamente en Peñuelas, y en 1994 la concesión municipal del Casino de Juegos de Peñuelas pasó a manos de la cadena de casinos Enjoy, mediante un acuerdo con la empresa Campos del Norte S.A., que es la propietaria de los terrenos donde se levanta el edificio. Dicha concesión posee vigencia hasta 2015.
Durante 2005 y 2006 se realizaron diversos estudios para analizar la factibilidad de la construcción de un nuevo edificio para el casino. El 14 de septiembre de 2007 se inauguró la primera etapa del nuevo casino Enjoy Coquimbo, que comprendía las salas de juegos. El proyecto total contemplaba una inversión de 55 millones de dólares, e incluía la construcción de restaurantes, un hotel y un spa en la intersección de las avenidas Costanera y Peñuelas Norte.
En 2008 se inauguró oficialmente el Hotel de la Bahía, el cual posee 111 habitaciones y es el único hotel de 5 estrellas ubicado en la Región de Coquimbo. En 2009 y 2010 los terrenos del Casino Enjoy Coquimbo albergaron los encuentros de Chile en la Copa Davis de ambos años.

## Estructura
Actualmente el Casino Enjoy Coquimbo posee las siguientes estructuras:
- Centro de convenciones
- Discotheque: Posee una sala de baile, denominada Ovo Lounge.
- Hotel: El Hotel de la Bahía es el único hotel 5 estrellas de la Región de Coquimbo y posee 12 pisos con 11 habitaciones en sus primeros 11 y 6 en su último piso.
- Restaurantes: Existen 4 restaurantes al interior del casino: La Barquera, enfocado en productos marinos y comida internacional; Hanami Asia Fusión, de cocina japonesa; y Bingo Buffet, de platos variados y que es complementado con un juego de bingo.[16]
- Sala de juegos: Posee tragamonedas, mesas de dados, póker, blackjack y ruleta.